# Jizang
Jizang (kitajsko: 吉藏; pinyin: Jízàng; Wade–Giles: Chi-tsang. japonsko: 吉蔵 (kichizō)) (549–623) je bil perzijsko-kitajski budistični menih in učenjak, ki ga pogosto štejejo za ustanovitelja vzhodnoazijske vere Mādhyamake. Osnove za Madhyamako pa so bile postavljene s strani Nāgārjune. Svojo slavo je pridobil v templju Jiaxiang, zato ga imenujemo tudi Jiaxiang oziroma mojster Jiaxuang.

BIOGRAFIJA
Jizang se je rodil leta 549 v Jinlingu (sodobni Nanking). Čeprav je njegov oče emigriral iz Partskega cesarstva, je bil Jizang izobražen na kitajski način. Že v zgodnjih letih je kazal nadarjenost in zanimanje za duhovnost, pri petih letih pa je že postal menih. V mladosti je študiral pri menihu Falangu (法朗, 507-581) v templju Xinghuang (興皇寺) v Nanjingu, kjer se je ukvarjal s tremi razpravami o Madhyamaki (Razprava o srednji poti, Razprava o dvanajstih vratih in Sto-verzna razprava), ki jih je več kot stoletje pred tem prevedel menih Kumarajiva. Po teh treh razpravah je Jizang najbolj prepoznan. Po Falangovi smrti leta 581 je postal glavni menih v templju Xinghuang. Pri dvainštiridesetih letih je začel potovati po Kitajski in širiti svoje znanje z raznimi govori. Nazadnje se je ustalil v templju Jiaxing v sodobnem Shaoxingu, v provinci Zhejiang.
Leta 597 je Yang Kuang, poznejši cesar Yang, drugi sin cesarja Wena iz dinastije Sui, naročil gradnjo štirih novih templjev v glavnem mestu Chang'an in povabil Jizanga k vodenju enega izmed njih. Jizang je povabilo sprejel in vodil tempelj Huiri. Zhiyi (538–597), voditelj šole Tiantai, je prav tako sprejel Yangovo vabilo in postal menih v enem izmed novih templjev. Jizang ga je želel spoznati, a je na žalost Zhiyi prej umrl. Kasneje se je Jizang preselil v nov tempelj Riyan. Ko je dinastijo Sui leta 617 nasledila dinastija Tang, si je Jizang pridobil spoštovanje in podporo novega cesarja Gaozuja. Kasneje je Jizang postal glavni opat štirih templjev.
Med 57. in 68. letom starosti je poskušal razširiti prepoznavnost Lotusove Sutre. (Lotusove Sutre so spisi, na katerem so nastale šole budizma Tiantai, Tendai, Cheontae in Nichiren). Izdelal je 2000 izvodov. 
Jizang je bil izjemen pisatelj, ki je v svojem življenju napisal skoraj 50 knjig. Specializiral se je za komentarje treh razprav, pa tudi za besedila iz drugih budističnih tradicij, kot so Lotusove in Nirvanine Sutre. Med njegovimi učenci je bil Hyegwan, Korejec po narodnosti, ki je na Japonskem ustanovil Šolo treh razprav. Jizang je umrl leta 623.

FILOZOFIJA JIZANGA
Splošno stališče vere Madhyamaka je, da zaveze ali navezanosti na karkoli, vključno z logičnim stališčem, vodijo v dukkho (trpljenje). V komentiranju budističnih razprav je Jizang razvil splošno metodologijo poxie xianzheng ("izpodbijati kar je zavajajoče, razkrivanje tega, kar je korektivno"), pri čemer je zaobšel pasti uveljavljanja resnice ali neresnice določenih trditev v končnem smislu. Uporabil jih je, če so pragmatično vodile k sposobnosti premagovanja zavezanosti do dihotomije (razdelitev celote na dva dela). Opozoril je, da je nagnjenost mnogih budistov k temu, da postanejo nenavezani (shūnyatā ali "praznjenje"), sama po sebi tudi naveza, ki se ji je treba izogibati. Temu se lahko izognemo tako, da se vključimo v isto dekonstrukcijo, ki je omogočila osvoboditev na prvem mestu, vendar se uporablja za lažno dihotomijo med navezanostjo in nenavezanostjo (shūnyatā shūnyatā ali "praznjenje praznine"). Po Jizangovem mnenju je nauk o dvojni resnici pedagoško sredstvo, ki želi doseči dva glavna cilja: podati kritiko nihilističnih in absolutističnih razlag praznine, ter odpraviti nekatere nejasnosti in nedoslednosti v naukih budistične tradicije. 
Z uporabo tega na dveh tradicionalnih nivojih pogovora, podedovanih iz tradicije Madhyamake (konvencionalni, glede vsakdanjih misli, in avtentični, ki to presegajo z analizo metafizičnih predpostavk v konvencionalnem razmišljanju), je Jizang razvil svoj sizhong erdi ("štiri ravni dveh vrst pogovora"), ki upošteva to razliko in dodaja distinkcije še na treh ravneh:
1. Domneva o obstoju je konvencionalna, ideja neobstoja pa avtentična.
2. Zavezanost k razlikovanju med obstojem in neobstojem se zdaj šteje za konvencionalno, zanikanje te dvojnosti pa je avtentično.
3. Razlika med zavezanostjo k razlikovanju med obstojem in neobstojem je zdaj konvencionalna, zanikanje razlike med dvojnostjo in nedvojnostjo pa je avtentično.
4. Vsa ta razlikovanja se štejejo za konvencionalni in avtentični diskurz, kar pomeni da za nobeno stališče ni mogoče reči, ali je v končni fazi resnično in je uporabno le, če je korektivno v zgornjem smislu.

Tako se navezanost na katero koli stališče šteje za škodljivo in je vzrok za trpljenje živega. Zavračati zavajajočo dokončnost kateregakoli stališča na katerikoli ravni pogovora je torej korektivno in pomaga premagati škodljivo navezanost. Nāgārjuna se nagiba k potrditvi jasnega razlikovanja med govorom in neizrekljivo tišino, Jizang pa podpira nedvojnost oziroma skupnost običajnega govora in svete tišine.

DELA
·        Zhongguanlun shu (中觀論疏; "komentar o Madhyamika shastra")
·        Erdi zhang (二諦章; "esej na dveh nivojih razprave")
·        Bailun shu (百論疏; " komentar o Shata Shastra")
·        Shi er men lun shu (十二門論疏; "komentar o razpravi dvanajstih vrat")
·        Sanlun xuanyi (三論玄義; "globok pomen o treh razpravah")
·        Erdi yi (二諦意; "pomen o dveh nivojih razprave")
·        Dasheng xuanlun (大乘玄論; "razprava o treh skrivnostih Mahayane")

VIRI
Britannica: Chi-tsang. [internet]. [citirano 27.11.2021]. Dostopno na naslovu: https://www.britannica.com/biography/Chi-tsang
Buddha-Nature: Jizang. [internet]. [citirano 27.11.2021]. Dostopno na naslovu: https://buddhanature.tsadra.org/index.php/People/Jizang
Encyclopedia.com: Jizang. [internet]. [citirano 27.11.2021]. Dostopno na naslovu: https://www.encyclopedia.com/environment/encyclopedias-almanacs-transcripts-and-maps/jizang